# Будилин, Иван Михайлович
Иван Михайлович Будилин (25 декабря 1924, Александровка, Ульяновская губерния — 19 сентября 1995, Ульяновск) — младший сержант Рабоче-крестьянской Красной Армии, участник Великой Отечественной войны, Герой Советского Союза (1943).

## Биография
Иван Будилин родился 25 декабря 1924 года в селе Александровка (ныне — Цильнинский район Ульяновской области) в семье крестьянина. Мордвин. После окончания четырёх классов школы работал бригадиром в колхозе. 23 августа 1942 года был призван на службу в Рабоче-крестьянскую Красную Армию Старомайнским районным военным комиссариатом Ульяновской области. С февраля 1943 года — на фронтах Великой Отечественной войны. К октябрю 1943 года младший сержант Иван Будилин командовал отделением связи 685-го стрелкового полка 193-й стрелковой дивизии 65-й армии Центрального фронта. Отличился во время битвы за Днепр.
15 октября 1943 года, когда Будилин вместе с тяжёлой катушкой провода переправлялся через Днепр в районе села Каменка Репкинского района Черниговской области Украинской ССР, его плот был разбит взрывом снаряда. Добираясь вплавь до берега, он тащил катушку по дну реки, разматывая провод. Действия Будилина позволили проложить кабельную линию связи с командованием 685-го стрелкового полка. На плацдарме на западном берегу реки Будилин принимал участие в отражении 7 контратак противника, лично уничтожив несколько вражеских солдат и офицеров. Получил ранение, но поля боя не покидал в течение двух суток.
Указом Президиума Верховного Совета СССР от 30 октября 1943 года за «образцовое выполнение боевых заданий командования на фронте борьбы с немецко-фашистскими захватчиками и проявленные при этом мужество и героизм» младший сержант Иван Будилин был удостоен высокого звания Героя Советского Союза с вручением ордена Ленина и медали «Золотая Звезда» за номером 1647.
После демобилизации вернулся на родину, затем работал агрономом в совхозе имени XX съезда КПСС в селе Озёрки Чердаклинского района Ульяновской области. В 1946 году вступил в ВКП(б). Впоследствии переехал в Ульяновск, работал плотником на местном хлебозаводе № 3 (Киндяковка). Жил в Новом городе. Умер 19 сентября 1995 года, похоронен на кладбище Заволжье 2 (Архангельское) в Ульяновске.

## Награды
- Герой Советского Союза (медаль «Золотая Звезда» № 1647 и орден Ленина; 30.10.1943)[3]
- Орден Отечественной войны 1-й степени (6.4.1985)[4],
- медали.

## Память
- Бюст И. М. Будилина установлен на Аллее Героев в посёлке Старая Майна[1].
- На доме, где жил Иван Будилин (п-т Ленинского Комсомола, 32) установлена мемориальная доска.
- У Обелиска «30 лет Победы» в Ульяновске есть мемориальная доска с именем Героя.

Памятник-бюст Будилина И. М. (Ст. Майна).
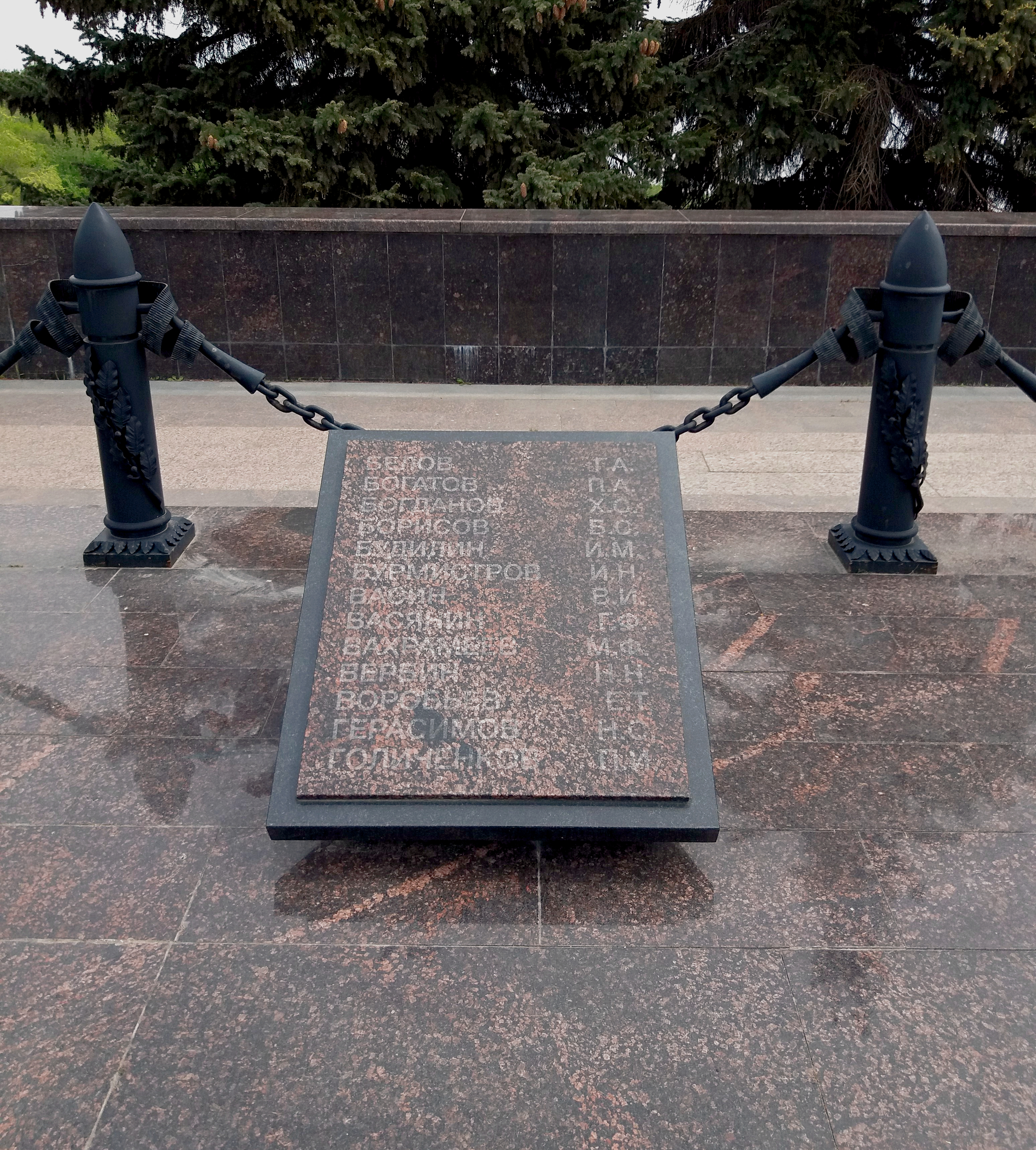
Мемориальная доска с именем Героя.